# خوان ألفونسو
خوان ألفونسو هو مجدف كوبي، ولد في 8 فبراير 1958 في Santo Domingo, Cuba ‏ في كوبا.

## وصلات خارجية
- خوان ألفونسو على موقع الاتحاد الدولي للتجديف (الإنجليزية)
- خوان ألفونسو على موقع أوليمبيديا (الإنجليزية)